# Bürgerkapelle Gries
Die Bürgerkapelle Gries ist ein Blasorchester aus Gries in Bozen (Südtirol, Italien). Die Kapelle hat rund 80 Mitglieder und wird seit 2017 organisatorisch vom Obmann Roland Furgler und seit 1996 musikalisch vom Kapellmeister Georg Thaler geleitet, der 2023 von Samuel Oberegger abgelöst wurde. Sie ist Mitglied im Verband Südtiroler Musikkapellen.

## Geschichte
Die Kapelle wurde im Jahr 1821 begründet, als der Grieser Organist Ignaz Dietrich einige musikbegeisterte Grieser um sich versammelte und mit ihnen die „Grieser Musikgesellschaft“ konstituierte.
Mit dem Aufschwung des Kurortes Gries ab der Mitte des 19. Jahrhunderts trat auch die Musikgesellschaft immer häufiger in Erscheinung. Sie wurde ab 1868 vom Organisten und Lehrer Kajetan Vill über sechs Jahrzehnte lang geleitet. In dieser Zeit bestand auch ein Streichorchester als eigene Abteilung der Kapelle. 1886 wurde ein Ausschuss für die Geschäftsgebarung gebildet. Zahlreiche personelle Überschneidungen gab es mit der 1878 gegründeten Grieser Feuerwehr.
Mit der Erhebung des Dorfes Gries zur Marktgemeinde am 19./20. Oktober 1901 ging auch der Namenswechsel zur „Bürgerkapelle Gries“ einher. Nach kriegsbedingten Unterbrechungen beging die Bürgerkapelle 1921 ihre Zentenarfeier.
Unter dem Druck des italienischen Faschismus wurde die Kapelle 1939 aufgelöst. Sie konnte im Jahr 1945, nach der Befreiung vom Nazifaschismus, unter Obmann Alois Puff wiederbegründet werden. Dank Spenden der Grieser Bevölkerung konnte 1947 für die Kapelle eine neue Tracht angeschafft werden, und 1948 trat die Kapelle dem neu gegründeten Verband Südtiroler Musikkapellen bei. Im Herbst 1965 machte ein Teil der Band Tonbandaufnahmen.
Zum 150. Jubiläum im Jahr 1971 wurde eine neue Komposition von Sepp Thaler, Jubelchor, im „Haus der Kultur Walter von der Vogelweide“ uraufgeführt.
2011 feierte die Kapelle ihre 190-jähriges Jubiläum mit einem Konzert zum Grieser Kirchtag.
Im August 2014 trat die Bürgerkapelle Gries zusammen mit der Mezzosopranistin Sabina Willeit bei der von Rudi Gamper (RAI Bozen) moderierten Veranstaltung Musik am Piburger See in Tirol in Österreich auf.
Im September 2017 spielten sie anlässlich des Bundesligaspiels des FC Bayern München gegen den FSV Mainz 05 in der Münchener Allianz-Arena.
Die Kapelle veranstaltet traditionell eine Cäcilienfeier sowie ein Neujahrskonzert am 1. Januar, das 2017 zum 50. Mal stattfand.
Anlässlich des 200-Jahr-Jubiläums der Musikkapelle richtete sie 2022 eine historische Ausstellung im Merkantilgebäude Bozen aus und führte im September des Jahres, als Koproduktion mit den Vereinigten Bühnen Bozen, die Oper Blasmusikpop von Thomas Doss nach dem Roman von Vea Kaiser und mit einem Libretto von Silke Dörner im Stadttheater Bozen auf.

## Bibliographie
- 130 Jahre Musikkapelle Gries. In: Festschrift zum 1. Landesmusikfest, Meran, 15., 16., 17. September 1951. (Die Volksmusik, Jg. 3, Nr. 9). Verband Südtiroler Musikkapellen, Bozen 1951, S. 106–107.
- Bürgerkapelle Gries (Hrsg.): Festschrift zum 150jährigen Bestandsjubiläum der Bürgerkapelle Gries (1821–1971). Bürgerkapelle Gries, Bozen 1971.
- Jubiläumskalender 200 Jahre Bürgerkapelle Gries (1821–2021). Mit ausführlicher Vereinschronik und Bildbeigaben. Bürgerkapelle Gries, Bozen 2020.

## Diskografie

### Eigenproduktion
- Neujahrskonzert Live der Bürgerkapelle Gries. CD

### Kompilationen
- 1989: ZDF Sonntagskonzert, Dino Music und ZDF-Sonntagskonzert Auf Tournee, Dino Music: Mussinan-Marsch
- 1995: Die Große Marschparade: Zum Städele hinaus, Gruß an Böhnen, Mussinan-Marsch, Mir sein die Kaiserjäger, Frei Weg und Abschied der Gladiatoren
- 2002: 30 Jahre Volksmusik (Die Hitparade der Volksmusik): Mussinan-Marsch
- It’s Music & It’s Best, Delta Music: Alte Kameraden